# Vertragszahnarzt

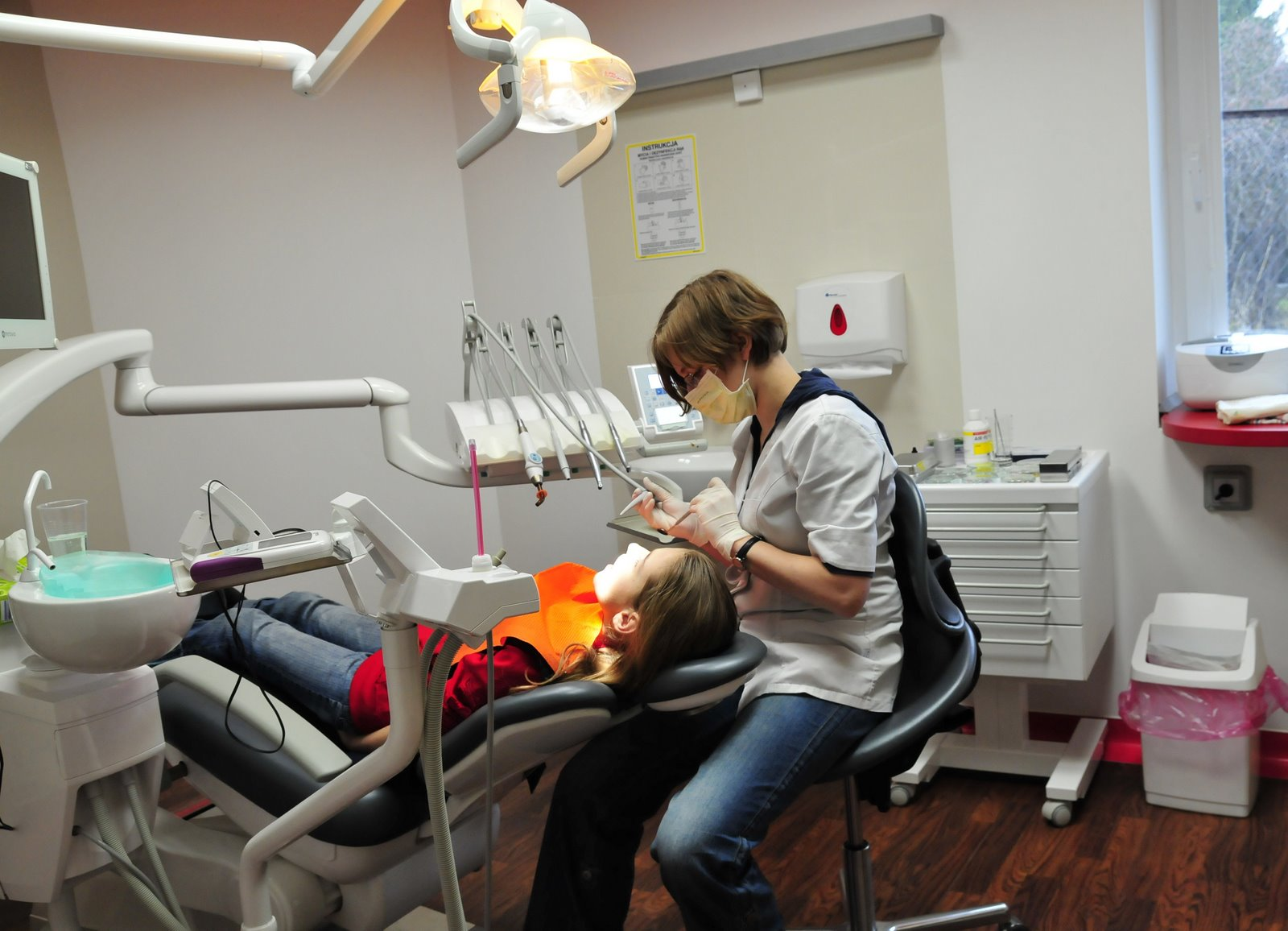
Zahnarztbesuch

Vertragszahnarzt (auch Kassenzahnarzt) ist ein niedergelassener Zahnarzt mit einem Kassenzahnarztsitz. Auf die Erteilung der vertragszahnärztlichen Zulassung besteht in Deutschland ein Rechtsanspruch jedes approbierten Zahnarztes, sofern er die rechtlichen Voraussetzungen erfüllt. Die Zulassung setzt den Eintrag in ein Zahnarztregister voraus, das von den Kassenzahnärztlichen Vereinigungen (KZV) geführt wird, die das Vertragszahnarztwesen organisieren. Sie erfolgt auf Beschluss eines Zulassungsausschusses und gilt nur für den Bezirk des Kassenarztsitzes.
Da etwa 90 % der Bevölkerung gesetzlich krankenversichert sind, erfordert die Gründung einer Zahnarztpraxis meist eine Teilnahme an der vertragszahnärztlichen Versorgung. Nach der Zulassung kann der Vertragszahnarzt eigenverantwortlich in eigener Praxis, in einer Praxisgemeinschaft, einer Berufsausübungsgemeinschaft (früher: Gemeinschaftspraxis) oder in einem Medizinischen Versorgungszentrum (MVZ) tätig werden und kann über die KZV alle vertragszahnärztlichen Leistungen für gesetzlich Krankenversicherte abrechnen.
Ungeachtet der vertraglichen Bindung gehört der Vertragszahnarzt sowohl in Deutschland zu den Freien Berufen als auch in Österreich zu den Freien Berufen.

## Zulassungsvoraussetzungen
Die Zulassung zur vertragszahnärztlichen Versorgung setzt zunächst die Eintragung in das Zahnarztregister der zuständigen Kassenzahnärztlichen Vereinigung voraus. Die Eintragung erfolgt in der Regel in das Zahnarztregister des Zulassungsbezirkes, in dem der Zahnarzt seinen Wohnsitz hat. Mit seinem Antrag auf Zulassung unterwirft sich der Zahnarzt allen Bestimmungen des Fünften Buches Sozialgesetzbuch (SGB V), dem Bundesmantelvertrag, den Gesamtverträgen und Ersatzkassenverträgen auf Landesebene und den Satzungsbestimmungen der Kassenzahnärztlichen Vereinigung, der er angehört.
Der Eintrag erfolgt nur, wenn
- eine Approbation als Zahnarzt vorliegt und
- eine mindestens zweijährige Vorbereitungszeit abgeleistet worden ist.

Die Vorbereitung muss eine mindestens sechsmonatige Tätigkeit als Assistent oder Vertreter eines oder mehrerer Vertragszahnärzte umfassen, während derer er sich mit den Besonderheiten der Vertragszahnheilkunde vertraut machen soll. Eine Tätigkeit als Vertreter kann nur anerkannt werden, wenn der Zahnarzt eine vorausgegangene mindestens einjährige Tätigkeit in unselbständiger Stellung als Assistent eines Vertragszahnarztes oder in Universitätszahnkliniken, Zahnstationen eines Krankenhauses oder des öffentlichen Gesundheitsdienstes oder der Bundeswehr oder in Zahnkliniken abgeleistet hat.
Keine Vorbereitungszeit muss nachgewiesen werden, wenn ein Diplom aus einem anderen Mitgliedsstaat der Europäischen Gemeinschaft oder eines anderen Vertragsstaates des Abkommens über den europäischen Wirtschaftsraum vorgelegt wird und eine Zulassung zur Berufsausübung vorliegt. Diese Regelung gilt unabhängig von der Nationalität des Zahnarztes.

## Berufsausübungsgemeinschaft
In § 33 Zulassungsverordnung Zahnärzte (Zahnärzte-ZV) werden die Voraussetzungen zur Bildung einer Berufsausübungsgemeinschaft festgelegt:

„(2) Die gemeinsame Ausübung vertragszahnärztlicher Tätigkeit ist zulässig unter allen zur vertragszahnärztlichen Versorgung zugelassenen Leistungserbringern an einem gemeinsamen Vertragszahnarztsitz (örtliche Berufsausübungsgemeinschaft). Sie ist auch zulässig bei unterschiedlichen Vertragszahnarztsitzen der Mitglieder der Berufsausübungsgemeinschaft (überörtliche Berufsausübungsgemeinschaft), wenn die Erfüllung der Versorgungspflicht des jeweiligen Mitglieds an seinem Vertragszahnarztsitz unter Berücksichtigung der Mitwirkung angestellter Zahnärzte in dem erforderlichen Umfang gewährleistet ist sowie das Mitglied und die bei ihm angestellten Zahnärzte an den Vertragszahnarztsitzen der anderen Mitglieder nur in zeitlich begrenztem Umfang tätig werden. Die gemeinsame Berufsausübung, bezogen auf einzelne Leistung, ist zulässig, sofern diese Berufsausübungsgemeinschaft nicht zur Erbringung überweisungsgebundener medizinisch-technischer Leistungen mit überweisungsberechtigten Leistungserbringern gebildet wird.“

## Ermächtigung
Der zuständige Zulassungsausschuss kann in besonderen Fällen Zahnärzte zur Teilnahme an der vertragszahnärztlichen Versorgung ermächtigen, beispielsweise um eine Unterversorgung abzuwenden. Die Ermächtigung ist zeitlich, räumlich und in ihrem Umfange zu beschränken. In diesem Rahmen hat die Ermächtigung die gleichen rechtlichen Konsequenzen wie eine Zulassung.

## Tätigkeit als angestellter Zahnarzt
Der angestellte Zahnarzt erbringt keine eigenen vertragszahnärztlichen Leistungen, sondern wird in einem Anstellungsverhältnis tätig. Seine Behandlung ist von seinem Arbeitgeber (zugelassener Zahnarzt) zu überwachen und zu verantworten. Der angestellte Zahnarzt kann nicht selbst gegenüber der KZV abrechnen. Seine Leistungen werden über den Arbeitgeber abgerechnet. Die Angestelltentätigkeit kann zu einem Viertel, zur Hälfte, zu Dreiviertel oder ganztägig sein. Der angestellte Zahnarzt wird nur dann, wenn er mindestens halbtags beschäftigt ist, Mitglied der jeweils zuständigen KZV. Alle Mitglieder einer KZV sind bei den alle sechs Jahre stattfindenden Körperschaftswahlen zur Vertreterversammlung der jeweiligen KZV stimmberechtigt.

Gemäß § 32b Abs. 1 Zahnärzte-Zulassungsverordnung (Zahnärzte-ZV) 

„kann der Vertragszahnarzt Zahnärzte nach Maßgabe des § 95 Abs. 9 SGB V anstellen. In den Bundesmantelverträgen sind einheitliche Regelungen zu treffen über den zahlenmäßigen Umfang der Beschäftigung angestellter Zahnärzte unter Berücksichtigung der Versorgungspflicht des anstellenden Vertragszahnarztes.“

Gemäß § 9 Abs. 3 Bundesmantelvertrag-Zahnärzte (BMV-Z) 

„kann der Vertragszahnarzt im Rahmen der allgemeinen zulassungsrechtlichen Bestimmungen Zahnärzte zur Tätigkeit an seinem Vertragszahnarztsitz anstellen. Der Vertragszahnarzt ist auch in diesem Falle weiterhin zur persönlichen Praxisführung verpflichtet. Die von angestellten Zahnärzten erbrachten Leistungen gegenüber Versicherten stellen Leistungen des Vertragszahnarztes dar, die er als eigene gegenüber der KZV abzurechnen hat. Der Vertragszahnarzt hat die angestellten Zahnärzte bei der Leistungserbringung persönlich anzuleiten und zu überwachen. Unter diesen Voraussetzungen können am Vertragszahnarztsitz drei vollzeitbeschäftigte Zahnärzte bzw. teilzeitbeschäftigte Zahnärzte in einer Anzahl, welche im zeitlichen Umfang höchstens der Arbeitszeit von drei vollzeitbeschäftigten Zahnärzten entspricht, angestellt werden. Will der Vertragszahnarzt vier vollzeitbeschäftigte Zahnärzte anstellen, hat er dem Zulassungsausschuss vor der Erteilung der Genehmigung nachzuweisen, durch welche Vorkehrungen die persönliche Praxisführung gewährleistet wird.“

## Niederlassungsfreiheit
Die im Bereich der vertragsärztlichen Versorgung geltenden Bestimmungen zur sog. Bedarfszulassung, wonach Planungsbereiche wegen bestehender oder drohender Unter- oder Überversorgung gesperrt werden müssen, sind seit dem 1. April 2007 mit Inkrafttreten des GKV-Wettbewerbsstärkungsgesetzes (GKV-WSG) für den Bereich der vertragszahnärztlichen Versorgung beseitigt worden. Insofern besteht – im Gegensatz zu den Ärzten – Niederlassungsfreiheit für Zahnärzte.

## Altersgrenze
Sowohl die Zulassung als auch die Ermächtigung oder die Tätigkeit als angestellter Zahnarzt endeten früher gemäß § 95 Abs. 7 u. 9 SGB V mit Vollendung des 68. Lebensjahres des Zahnarztes. Durch das Gesetz zur Weiterentwicklung der Organisationsstrukturen (GKV-OrgWG) wurde zum 1. Januar 2009 die gesetzliche 68er Altersgrenze für Vertrags(zahn)ärzte abgeschafft. Eine Aufweichung dieser Altersgrenze für Vertragsärzte fand bereits mit dem zum 1. Januar 2007 in Kraft getretenen Vertragsarztrechtsänderungsgesetz (VÄndG) für unterversorgte Planungsbereiche statt. Mit der früher geltenden Bestimmung in § 95 Abs. 7 Satz 3 SGB V endete die Zulassung eines Vertragsarztes in der Regel zum Ende des Quartals, in dem der Vertragsarzt das 68. Lebensjahr vollendete.

## Vertragsarztrechtsänderungsgesetz
Durch das Vertragsarztrechtsänderungsgesetz wurde auch die Zulassung als Vertragszahnarzt weitgehend liberalisiert.
§ 19a Zahnärzte-ZV

„(1) Die Zulassung verpflichtet den Zahnarzt, die vertragszahnärztliche Tätigkeit vollzeitig auszuüben.
(2) Der Zahnarzt ist berechtigt, durch schriftliche Erklärung gegenüber dem Zulassungsausschuss seinen Versorgungsauftrag auf die Hälfte des Versorgungsauftrages nach Absatz 1 zu beschränken.“

Dabei gilt eine Tätigkeit von unter 10 Wochenstunden als Vierteltätigkeit, von 10 bis 20 Wochenstunden als hälftige Tätigkeit, von 20 bis 30 Wochenstunden als dreiviertelte Tätigkeit und über 30 Wochenstunden als Vollzeittätigkeit.
§ 24 Zahnärzte-ZV beschreibt die Möglichkeit zu Tätigkeiten eines Zahnarztes an mehreren Orten.

„(3) Vertragszahnärztliche Tätigkeiten außerhalb des Vertragszahnarztsitzes an weiteren Orten sind zulässig, wenn und soweit
1. dies die Versorgung der Versicherten an den weiteren Orten verbessert und
2. die ordnungsgemäße Versorgung der Versicherten am Ort des Vertragszahnarztsitzes nicht beeinträchtigt wird.“

## Abrechnung zahnärztlicher Vertragsleistungen
Die Abrechnung vertragszahnärztlicher Leistungen (Behandlungen) erfolgt nach dem Bewertungsmaßstab zahnärztlicher Leistungen. Er ist das Ergebnis von Verhandlungen zwischen Vertretern der Krankenkassen und der Zahnärzte auf Bundesebene. Die aktuelle Version trat am 1. Januar 2004 in Kraft. In diesem Bewertungsmaßstab ist jede einzelne Leistung mit Punkten bewertet. Jährlich wird teilweise auf Bundesebene (Zahnersatz) durch die Kassenzahnärztliche Bundesvereinigung, teilweise auf Landesebene durch die KZV der Punktwert in Euro verhandelt. Das Honorar ergibt sich aus der Multiplikation der Punktzahl mit dem Punktwert.
Soweit zahnärztliche Leistungen bei gesetzlich Versicherten als Sachleistungen erbracht werden, entrichten die Krankenkassen wie bei der ärztlichen Behandlung „nach Maßgabe der Gesamtverträge an die jeweilige KZV mit befreiender Wirkung eine Gesamtvergütung für die gesamte vertragszahnärztliche Versorgung der Mitglieder mit Wohnort im Bezirk der KZV einschließlich der mitversicherten Familienangehörigen.“ (§ 85 Abs. 1 SGB V i. Verb. m. § 72 Abs. 1 Satz 2 SGB V).

### Zuzahlungsverbot
Grundsätzlich hat der gesetzlich Krankenversicherte Anspruch auf die vertraglich zwischen Krankenkassen und Zahnärzten vereinbarten Leistungen, die – von Ausnahmen abgesehen (siehe Mehrkostenvereinbarungen) – nicht von einer Zuzahlung durch den Kassenpatienten abhängig gemacht werden dürfen.

### Mehrkostenvereinbarungen
In folgenden Fällen sind Zuzahlungen durch den gesetzlich versicherten Patienten zulässig. Voraussetzung ist die schriftliche Einwilligung des Patienten vor Behandlungsbeginn.

#### Zahnfüllungen
Die Mehrkostenvereinbarung zur Füllungstherapie ist in § 28 SGB V geregelt. Dort heißt es: 

„Wählen Versicherte bei Zahnfüllungen eine darüber hinausgehende Versorgung, haben sie die Mehrkosten selbst zu tragen. In diesen Fällen ist von den Kassen die vergleichbare preisgünstigste plastische Füllung als Sachleistung abzurechnen. In Fällen des Satzes 2 ist vor Beginn der Behandlung eine schriftliche Vereinbarung zwischen dem Zahnarzt und dem Versicherten zu treffen. Die Mehrkostenregelung gilt nicht für Fälle, in denen intakte plastische Füllungen ausgetauscht werden.“

Darunter fallen z. B. moderne Kunststofffüllungen nach dem Dentin-Schmelz-Adhäsivverfahren, Goldinlays, Keramikinlays u.v. a.

#### Zahnersatz
Seit Einführung der Festzuschüsse für Zahnersatz (bis 2004 wurde ein prozentualer Kassenzuschuss geleistet) wird bei der Versorgung mit Kronen und Zahnersatz zwischen der Regelversorgung, der gleichartigen und der andersartigen Versorgung unterschieden. Bei der Regelversorgung wird nach dem Bewertungsmaßstab zahnärztlicher Leistungen (BEMA) abgerechnet. Hierfür erhält der Patient einen befundorientierten Festzuschuss. Bei der gleichartigen Versorgung wird sowohl nach dem BEMA, als auch nach der Gebührenordnung für Zahnärzte (GOZ) und bei der andersartigen Versorgung wird nur nach der GOZ berechnet. Den Differenzbetrag zum Festzuschuss einer Regelversorgung hat der Patient selbst zu tragen.

### Außervertragliche Leistungen
Außervertragliche Leistungen sind ausgeschlossene Leistungen der GKV. Hierzu gehören einerseits gesetzliche ausgeschlossene Leistungen, geregelt im § 28 Abs. SGB V wie die
- Funktionsanalyse und Funktionstherapie,
- Kieferorthopädische Behandlung von Versicherten, die zu Beginn der Behandlung das 18. Lebensjahr vollendet haben,
- Implantologische Leistungen, es sei denn, es liegen seltene vom Gemeinsamen Bundesausschuss in Richtlinien nach § 92 Abs. 1 festzulegende Ausnahmeindikationen für besonders schwere Fälle vor.

Andererseits gehören hierzu durch verbindliche Richtlinien ausgeschlossene Leistungen. So hat der Patient beispielsweise nur Anspruch auf eine Zahnsteinentfernung pro Jahr. Häufigere Zahnsteinentfernung oder Professionelle Zahnreinigungen (PZR) sind vom Patienten selbst zu tragen. Ebenso sind Wurzelkanalbehandlungen nur bei bestimmten Voraussetzungen Vertragsleistung.

### Budgetierung
Durch die Budgetierung zahnärztlicher Leistungen darf das Gesamtbudget einer Landes-KZV nicht überschritten werden. Droht eine Überschreitung der Gesamtvergütungsobergrenze, greift ein Honorarverteilungsmaßstab, der je nach KZV-Bereich unterschiedlich gestaltet ist. Er erzwingt entweder eine Honorarabsenkung der einzelnen Leistungen (die gegebenenfalls zum Regress, also zu Rückforderungen führt) oder eine Abnahme der durch die Zahnärzte erbrachten Leistungsmenge.

### Kostenerstattung
Alle Versicherten in der deutschen gesetzlichen Krankenversicherung (GKV) haben die Möglichkeit, anstelle des Sachleistungsprinzips die Kostenerstattung zu wählen. Diese Wahl kann auf Leistungsbereiche eingeschränkt werden; nämlich auf die ambulante zahnärztliche Versorgung, die ambulante ärztliche Versorgung, die stationäre Versorgung, sowie auf den Bereich der veranlassten Leistungen (Rezepte und Verordnungen). Im Rahmen der Kostenerstattung wird der Patient als Privatpatient nach der Gebührenordnung für Zahnärzte (GOZ) behandelt, bezahlt seine Rechnung direkt an den Zahnarzt und lässt sich den erstattungsfähigen Anteil von seiner Krankenkasse erstatten. Erstattungsfähig durch die Krankenkasse ist zunächst nur der Betrag der bei Sachleistung gezahlt worden wäre (gesetzliche Kostenerstattung). Dieser berechnet sich nach einer separaten Kassen-Gebührenordnung für Zahnärzte, dem Bewertungsmaßstab zahnärztlicher Leistungen (BEMA). Der so ermittelte Erstattungsbetrag wird zudem um eine kassenabhängige Verwaltungsgebühr von maximal 5 % reduziert. Sofern jedoch die Satzung der jeweiligen Krankenkasse dies vorsieht, kann gegen Zahlung einer zusätzlichen Prämie ein GKV-Wahltarif in Anspruch genommen werden, der den Erstattungsbetrag auf das Niveau der Privaten Krankenversicherung erweitert (erweiterte Kostenerstattung). Aktuell (Stand: März 2024) bietet lediglich die Knappschaft einen solchen Wahltarif für den Leistungsbereich der ambulanten zahnärztlichen Versorgung an.

## Abrechnung von Basistarif-Versicherten
Die Kassenzahnärztlichen Vereinigungen haben auch die Versorgung derjenigen Versicherten sicherzustellen, die im sog. Basistarif bei einer Privaten Krankenversicherung versichert sind. Diese Versicherten haben einen Anspruch auf eine Behandlung (und eine entsprechende Kostenerstattung), die derjenigen der gesetzlich Versicherten vergleichbar ist. Diese vergleichbaren Leistungen werden nach der privaten Gebührenordnung für Zahnärzte (GOZ) mit einem limitierten Multiplikator (2,0-facher Satz) berechnet. Der 2,0-fache Satz der GOZ wurde im Rahmen der Gesundheitsreform 2007 namens GKV-Wettbewerbsstärkungsgesetz als gebührenadäquat zum Kassentarif, dem Bewertungsmaßstab zahnärztlicher Leistungen (BEMA), festgesetzt.

## Abrechnung von zahnärztlichen Nicht-Vertragsleistungen
Zahlreiche Behandlungen gehören nicht zur vertragszahnärztlichen Versorgung. Diese Leistungen werden nach der Gebührenordnung für Zahnärzte (GOZ) bzw. nach der Gebührenordnung für Ärzte (GOÄ) privat in Rechnung gestellt. Die Kosten sind vom Patienten (bzw. Zahlungspflichtigen) zu bezahlen, der wiederum eine private Krankenzusatzversicherung abschließen kann. Leistungen, die nicht zum Leistungskatalog der gesetzlichen Krankenkassen gehören, werden außervertragliche Leistungen genannt. Diese müssen – nach Aufklärung des Patienten über seinen Anspruch auf Sachleistungen und die zusätzlich entstehenden Kosten – schriftlich vor Behandlungsbeginn mit dem Patienten vereinbart werden.
Hierzu gehören insbesondere:
- alle Leistungen, die gegen das Wirtschaftlichkeitsgebot gemäß § 12 Abs. 1 SGB V verstoßen, die also die Kriterien der Sachleistung, nämlich „ausreichend, zweckmäßig, wirtschaftlich, notwendig“, überschreiten. Der Wortlaut des § 12 Abs. 1 SGB V lautet hierzu:

„Die Leistungen müssen ausreichend, zweckmäßig und wirtschaftlich sein; sie dürfen das Maß des Notwendigen nicht überschreiten. Leistungen, die nicht notwendig sind, können Versicherte nicht beanspruchen, dürfen Leistungserbringer nicht bewirken und die Krankenkassen nicht bewilligen.“

- Professionelle Zahnreinigung (PZR)
- Funktionsanalytische und Funktionstherapeutische Leistungen
- Zahnimplantate (von Ausnahmeindikationen abgesehen)
- Kieferorthopädische Leistungen bei über 18-Jährigen (von Ausnahmeindikationen abgesehen)[7]

## Fortbildungspflicht
Für die Aufrechterhaltung der vertragszahnärztlichen Zulassung ist die regelmäßige Teilnahme an Fortbildungsveranstaltungen notwendig (geregelt über § 95d SGB V), sonst droht Honorarkürzung oder der Entzug der Zulassung.
Gemäß der gesetzlichen Regelung hat ein Vertrags(zahn)arzt alle fünf Jahre gegenüber der Kassen(zahn)ärztlichen Vereinigung den Nachweis zu erbringen, dass er in dem zurückliegenden Fünfjahreszeitraum seiner Fortbildungspflicht nachgekommen ist; für die Zeit des Ruhens der Zulassung ist die Frist unterbrochen. Endet die bisherige Zulassung infolge Wegzugs des Vertrags(zahn)arztes aus dem Bezirk seines Vertrags(zahn)arztsitzes, läuft die bisherige Frist weiter. Erbringt ein Vertrags(zahn)arzt den Fortbildungsnachweis nicht oder nicht vollständig, ist die Kassen(zahn)ärztliche Vereinigung verpflichtet, das an ihn zu zahlende Honorar aus der Vergütung vertrags(zahn)ärztlicher Tätigkeit für die ersten vier Quartale, die auf den Fünfjahreszeitraum folgen, um 10 vom Hundert zu kürzen, ab dem darauf folgenden Quartal um 25 vom Hundert. Ein Vertrags(zahn)arzt kann die für den Fünfjahreszeitraum festgelegte Fortbildung binnen zwei Jahren ganz oder teilweise nachholen; die nachgeholte Fortbildung wird auf den folgenden Fünfjahreszeitraum nicht angerechnet. Die Honorarkürzung endet nach Ablauf des Quartals, in dem der vollständige Fortbildungsnachweis erbracht wird. Erbringt ein Vertrags(zahn)arzt den Fortbildungsnachweis nicht spätestens zwei Jahre nach Ablauf des Fünfjahreszeitraums, soll die Kassen(zahn)ärztliche Vereinigung unverzüglich gegenüber dem Zulassungsausschuss einen Antrag auf Entziehung der Zulassung stellen.

## Zahnärztliches Qualitätsmanagement
Ab 1. Januar 2011 ist jeder Vertragszahnarzt verpflichtet, ein Qualitätsmanagementsystem (QM) in seiner Praxis vorzuhalten. Grundlage dafür ist die QM-Richtlinie des Gemeinsamen Bundesausschusses (G-BA) über grundsätzliche Anforderungen an ein einrichtungsinternes Qualitätsmanagement in der vertragszahnärztlichen Versorgung vom 17. November 2006, die wiederum auf § 135 SGB V basiert. Die Kassenzahnärztlichen Vereinigungen haben dies zu überwachen.
Unter Qualitätsmanagement (QM) ist die kontinuierliche und systematische Durchführung von Maßnahmen zu verstehen, mit denen eine anhaltende Qualitätsförderung und -verbesserung erreicht werden soll. Qualitätsmanagement bedeutet konkret, dass Organisation, Arbeitsabläufe und Ergebnisse einer zahnärztlichen Praxis oder Einrichtung regelmäßig überprüft, dokumentiert und gegebenenfalls verändert werden (Qualitätskreislauf). Die Einführung und Weiterentwicklung eines einrichtungsinternen Qualitätsmanagements dient der kontinuierlichen Sicherung und Verbesserung der Patientenversorgung und der Praxisorganisation.

## Zahnärztliche Qualitätssicherung
Die zahnärztliche Qualitätssicherung besteht aus mehreren Komponenten, die für den Vertragszahnarzt relevant sind.

### Einrichtungs- und sektorenübergreifenden Qualitätssicherung
In Abgrenzung zum Qualitätsmanagement, das sich vor allem mit den organisatorischen Abläufen in der vertragszahnärztlichen Praxis beschäftigt, wurde die einrichtungs- und sektorenübergreifenden Qualitätssicherung in einer weiteren Richtlinien des Gemeinsamen Bundesausschusses normiert. Diese ist dann ebenfalls für den Vertragszahnarzt verbindlich. Die Richtlinie zur einrichtungs- und sektorenübergreifenden Qualitätssicherung nach § 92 Abs. 1 Satz 2 Nr. 13 SGB V i. V. m. § 137 Absatz 1 Nr. 1 SGB V ist am 2. Dezember 2010 in Kraft getreten.
Mit dieser Richtlinie sind die rechtlichen Voraussetzungen für die Etablierung einheitlicher Qualitätsstandards in der ambulanten und stationären Versorgung geschaffen worden. Behandlungsergebnisse können sektorenübergreifend erfasst und bewertet werden. Die Richtlinie beschreibt die Strukturen, insbesondere Landesarbeitsgemeinschaften (LAG), die zur Umsetzung der sektorenübergreifenden Qualitätssicherung erforderlich sind, und legt die Aufgaben der beteiligten Organisationen fest.

### Landesarbeitsgemeinschaften
Noch zu bildende Landesarbeitsgemeinschaften (LAG) – bestehend aus der Kassenärztlichen Vereinigung, der Kassenzahnärztlichen Vereinigung, der Landeskrankenhausgesellschaft, den Verbänden der Krankenkassen einschließlich der Ersatzkassen – treffen zukünftig auf Landesebene alle wichtigen Entscheidungen über die Durchführung von Qualitätssicherungsmaßnahmen.
Die Einführung und Umsetzung der ersten sektorenübergreifenden Qualitätssicherungsmaßnahmen sind für das Jahr 2017 geplant. Der G-BA beauftragt ein unabhängiges Institut nach Paragraf 137a SGB V (Institut für Qualitätssicherung und Transparenz im Gesundheitswesen), für ausgewählte Themen Qualitätsindikatoren und die Instrumente der Qualitätsmessung und -darstellung zu entwickeln. Die Richtlinie wurde teilweise vom Bundesgesundheitsministerium beanstandet.

### Zentrum Zahnärztliche Qualität (ZZQ)
Das Institut der Deutschen Zahnärzte (IDZ) hält ein Zentrum Zahnärztliche Qualität (ZZQ) vor, die die Aufgabe erfüllt, für die deutschen Zahnärzte Fragen der zahnärztlichen Qualitätsförderung, der externen Qualitätssicherung und des einrichtungsinternen Qualitätsmanagements zu bearbeiten. Die ZZQ im Institut der Deutschen Zahnärzte ist eine gemeinsame Einrichtung der Bundeszahnärztekammer – Arbeitsgemeinschaft der Deutschen Zahnärztekammern e. V. (BZÄK) und der Kassenzahnärztlichen Bundesvereinigung K. d. ö. R. (KZBV).
Die ZZQ beschäftigt sich insgesamt mit Fragestellungen der Struktur-, Prozess- und Ergebnisqualität zahnärztlicher Tätigkeiten, also u. a. mit Fragen der Fortbildung, der Qualitätsmanagementsysteme, Leitlinien und Qualitätsindikatoren. Ein Schwerpunkt ist die Koordination bei der Erstellung von Leitlinien zu diagnostischen und therapeutischen Verfahren der Zahnmedizin, ihre Evaluation, Verbreitung und Überprüfung. Ferner evaluiert, überprüft und bewertet die ZZQ externe Leitlinien in ihrer Bedeutung für die Entwicklung und Fortschreibung eigener Leitlinienkonzepte.

## Einkommen
In der öffentlichen Diskussion wird oftmals nicht zwischen Umsatz einer Zahnarztpraxis, zu versteuerndem Einkommen und verfügbarem Einkommen unterschieden. Die statistischen Erhebungen der Kassenzahnärztlichen Bundesvereinigung (KZBV) über das Durchschnittseinkommen eines zahnärztlichen Praxisinhabers geben über die Einkommensverhältnisse Auskunft.
| Ø Verfügbares Einkommen je Praxisinhaber 2022                           | Deutschland |
| ----------------------------------------------------------------------- | ----------- |
| Umsatz                                                                  | 632.700 €   |
| Ø Gesamtumsatz/Behandlungsstunde                                        | 465 €       |
| Kosten                                                                  | −433.100 €  |
| Einnahmen-Überschuss (Median) 1                                         | 168.400 €   |
| Einkommensteuer, Kirchensteuer, Solidaritätszuschlag, soziale Sicherung | −63.200 €   |
| Verfügbares Einkommen pro Jahr 2                                        | 105.200 €   |
| Verfügbares Einkommen pro Monat                                         | 8.766 €     |
| Wochenarbeitszeit (Stunden)                                             | 44,1        |
| Nettohonorar pro Stunde                                                 | 49,69 €     |

Nach einer Studie des Deutschen Instituts für Wirtschaftsforschung (DIW) aus dem Jahre 2012 beträgt der durchschnittliche Nettolohn pro Stunde nach Studienabschlüssen/Ausbildungen 12 € für Männer und 9 € für Frauen. Die DIW-Untersuchung stützt sich auf Daten des Mikrozensus der Jahre 2005 bis 2008. Der durchschnittliche „Nettolohn“ von Zahnärzten beträgt gemäß dieser Studie 19,33 € und von Zahnärztinnen 15,50 €. (Die Berechnung eines durchschnittlichen Stundenlohns erfolgte über die maximal mögliche Erwerbsphase. Hierzu wurden die Stundenlöhne in jedem Alter, Beruf und Ausbildungsgang aufsummiert und mit der maximal möglichen Erwerbsdauer (44 Jahre) in Relation gesetzt).
Der durchschnittliche Netto-Stundenlohn in Deutschland lag 2022 bei 20,67 Euro.